# ことなみ型巡視艇
ことなみ型巡視艇（ことなみがたじゅんしてい、英語: Kotonami-class patrol craft）は、海上保安庁の巡視艇の船級。区分上はPC型、公称船型は23メートル型。

## 来歴
2010年7月1日に港則法および海上交通安全法の一部が改正され、海上交通センターは、各種船舶の位置・動向に関する情報提供にとどまらず、必要に応じて勧告や航路外での待機指示を行うようになった。また監視対象船舶の下限が引き下げられ、自動船舶識別装置（AIS）非搭載の小型船も多く対象に含まれるようになったことから、体制の強化が求められていた。これに応じて、航路哨戒にあたる巡視艇の増強・老朽更新が必要となり、その第1陣として建造されたのが本型である。

## 設計
船質はアルミニウム合金製であるが、操舵室は防弾仕様となっている。航路哨戒という業務から、後方を含めて操舵室には全周に窓が設けられており、大型船のウイングに相当する部分は外側に張り出すなどして視界を確保している。なお吃水線直下の船体側面には、船首付近から船尾までフィンが設置されているが、これはビルジキールやトリム・タブほどではないものの、減揺・防振効果に優れているとされる。
主機関はMTU製12V2000M84で、コンパクトかつ静音性にも優れる。推進器は、当初平成22年度計画艇ではウォータージェット推進器とされていたが、実際には全船固定ピッチ・プロペラが搭載されている。なお本型のような小型艇の場合は、造水装置をもたないことから、清水の搭載量が連続行動時間の目安となり、本型の場合は1泊2日が基本となる。また、船体が小さいことから、操舵室後方の階段が座席を兼ねるように設計されている。操舵室上にはレーダーと夜間監視装置が備えられており、また上部構造物側面には発光ダイオードを用いたハードタイプの停船命令等表示装置（電光掲示板）が設置されている。なお停船命令等表示装置については、1・2番船の運用実績を踏まえて、平成24年度補正計画艇では装備位置を一段高めているほか、呼称も防災情報等表示装置に改められた。また海中捜索装置（ソナー）も装備された。
船首甲板には放水銃が設置されている（※固定式放水銃は設置されていない）。なお上部構造物後方右舷には複合艇が搭載されているが、平成24年度補正計画艇ではその揚降用クレーンが多目的クレーンと位置づけられており、操舵室後方に救援物資用スペース、また船尾甲板も災害対応用デッキとされた。さらに、排ガス規制の強化に伴い浄化装置を設けている。

## 同型艇

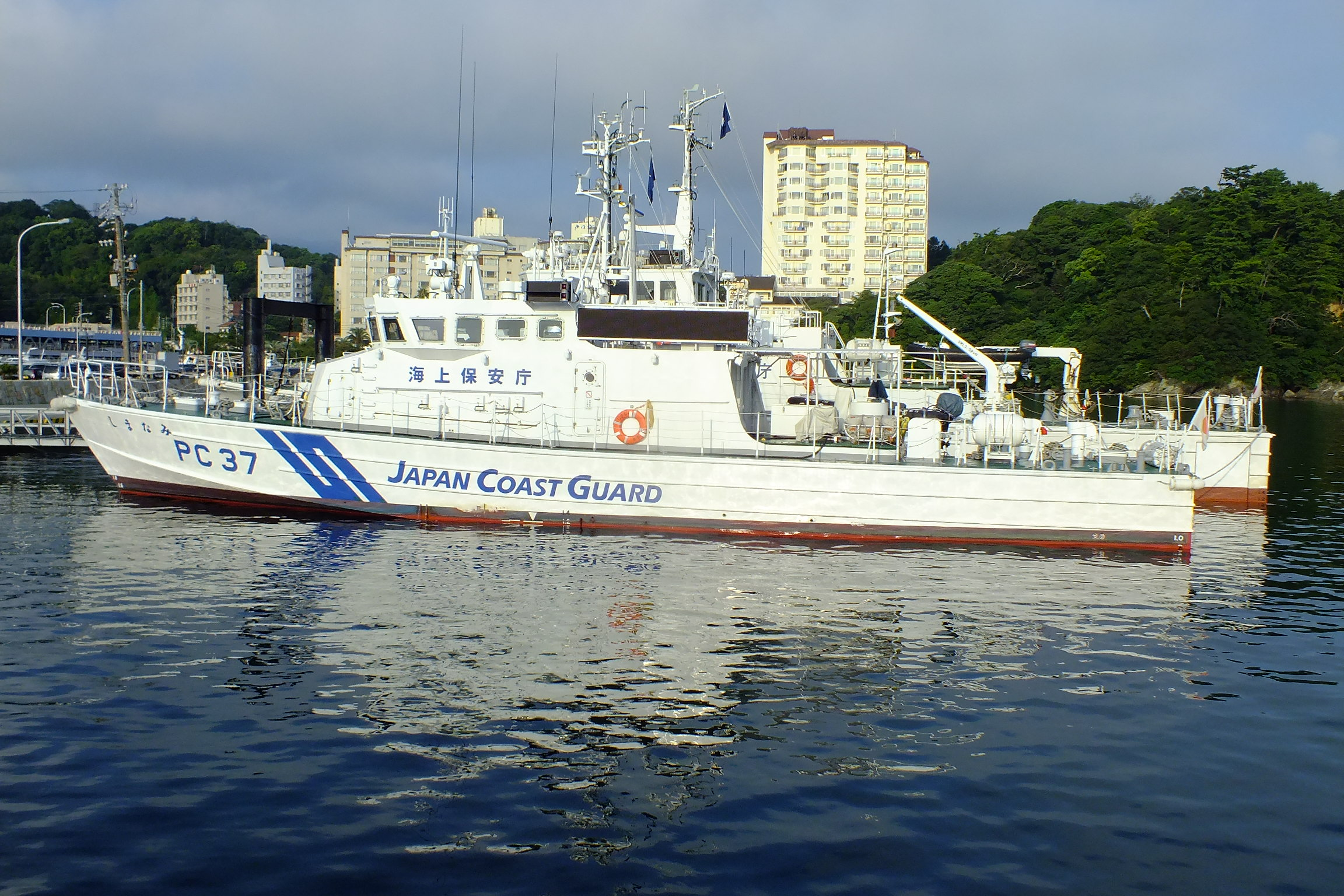
PC-37 しまなみ

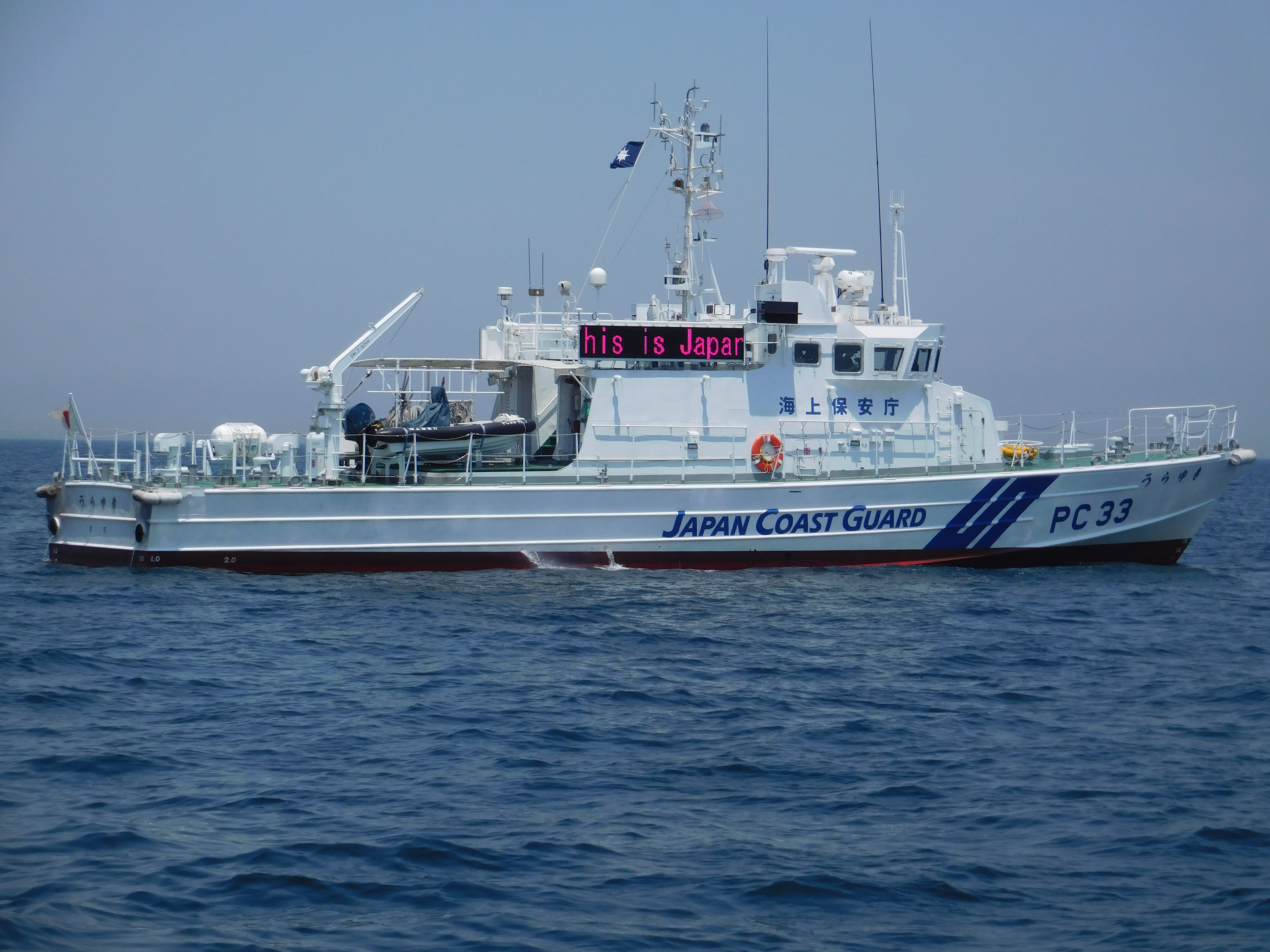
PC-33 うらゆき　横須賀沖で 停船命令等表示装置が動作中

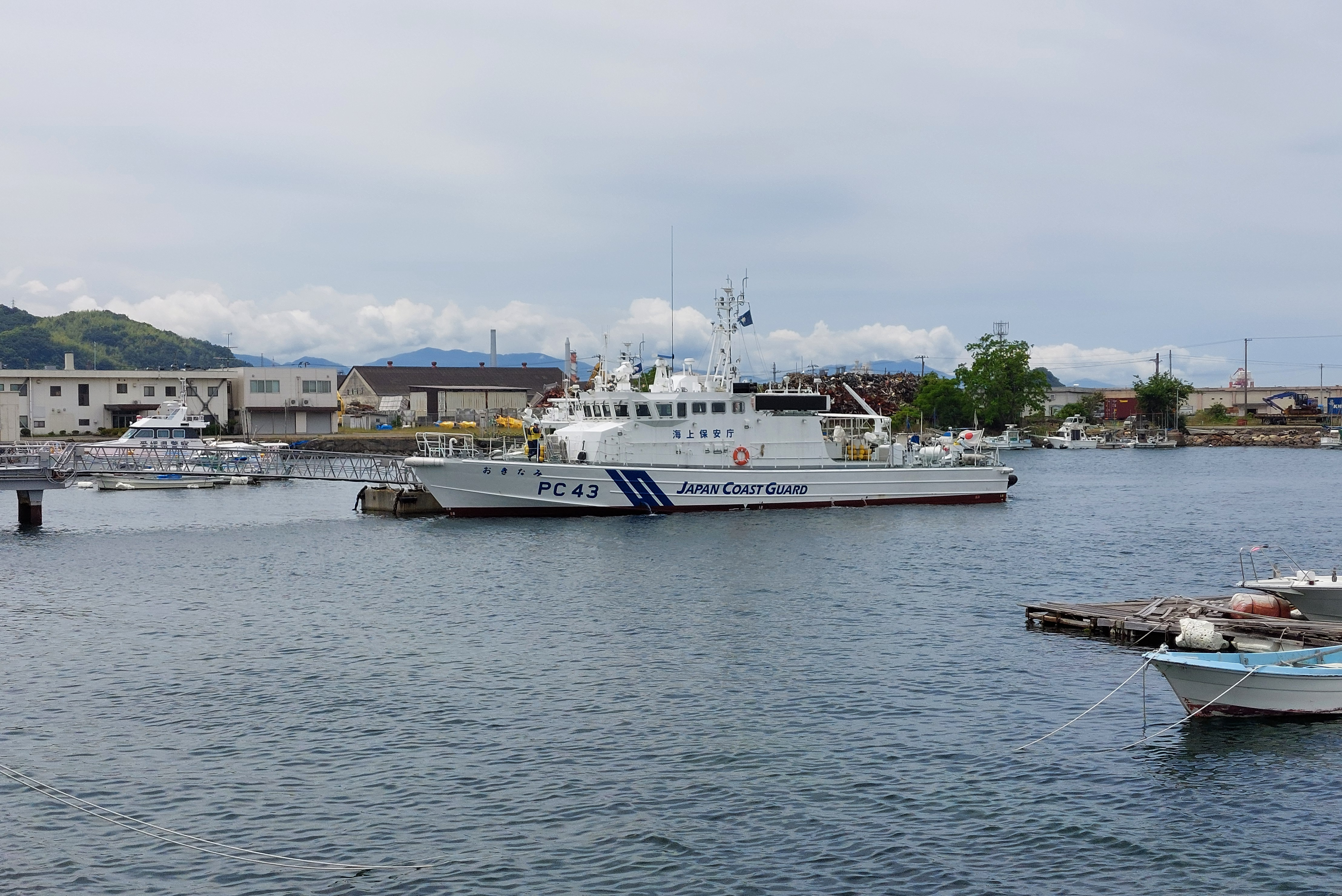
PC-43 おきなみ（三津浜港）

※巡視艇の船名は、随時、改名されることがある。
| 計画年度            | 番号  | 船名     | 建造       | 竣工          | 所属                 | 退役 |
| ------------------- | ----- | -------- | ---------- | ------------- | -------------------- | ---- |
| 平成22年度          | PC-31 | ことなみ | 墨田川造船 | 2012年3月2日  | 高松(第六管区)       |      |
| 平成22年度          | PC-32 | はたぐも | 墨田川造船 | 2012年3月2日  | 横須賀(第三管区)     |      |
| 平成24年度 補正計画 | PC-33 | うらゆき | 墨田川造船 | 2014年3月28日 | 横須賀(第三管区)     |      |
| 平成24年度 補正計画 | PC-34 | ゆうづき | 墨田川造船 | 2014年3月28日 | 横須賀(第三管区)     |      |
| 平成24年度 補正計画 | PC-35 | いそづき | 長崎造船   | 2014年3月28日 | 横浜(第三管区)       |      |
| 平成24年度 補正計画 | PC-36 | とばぎり | 新潟造船   | 2014年3月28日 | 鳥羽(第四管区)       |      |
| 平成24年度 補正計画 | PC-37 | しまなみ | 新潟造船   | 2014年3月28日 | 鳥羽(第四管区)       |      |
| 平成24年度 補正計画 | PC-38 | みねぐも | 木曽造船   | 2014年3月28日 | 坂出(第六管区)       |      |
| 平成27年度 補正計画 | PC-39 | たまなみ | 長崎造船   | 2017年3月22日 | 玉野(第六管区)       |      |
| 平成27年度 補正計画 | PC-40 | あわぎり | 墨田川造船 | 2017年3月22日 | 神戸(第五管区)       |      |
| 平成28年度          | PC-41 | しまぎり | 墨田川造船 | 2018年1月25日 | 広島(第六管区)       |      |
| 平成28年度          | PC-42 | みちなみ | 墨田川造船 | 2018年3月7日  | 尾道(第六管区)       |      |
| 平成29年度          | PC-43 | おきなみ | 長崎造船   | 2018年3月28日 | 水島→ 松山(第六管区) |      |
| 平成29年度 補正計画 | PC-44 | たつぎり | 長崎造船   | 2019年2月20日 | 上越(第九管区)       |      |
| 平成29年度 補正計画 | PC-45 | すがなみ | 墨田川造船 | 2019年3月5日  | 横須賀(第三管区)     |      |